# Алкмеониды
Алкмеониды (др.-греч. Ἀλκμαιωνίδαι) — знатный род древних Афин. Возводил своё происхождение к Алкмеону, правнуку Нестора, царя Пилоса и участника Троянской войны. Носили на щите герб в виде белого трискелиона.
Алкмеониды запятнали себя бесчестием в 632 г. до н. э. при подавлении мятежа Килона, когда они (в том году все девять архонтов принадлежали к этому роду) перебили людей, искавших защиты у алтарей; дабы очистить город от скверны, Алкмеониды после этого несколько раз изгонялись из Афин (последний раз в 509 г. до н. э.), причём даже кости умерших выкидывались из могил. Подавлением мятежа Килона руководил Мегакл.
Сын Мегакла, Алкмеон, победитель в конском беге на Олимпийских играх 592 г. до н. э., сделал свой род самым богатым в Афинах. Он оказал гостеприимство лидийским послам, отправленным, по Геродоту, Крёзом (но скорее его отцом Алиаттом) и за это в свою очередь был с почестями принят лидийским царём, который в награду предложил ему унести из царских сокровищниц столько золотого песка, сколько тот сможет. Воспользовавшись этим, Алкмеон явился в больших сапогах и длинном хитоне с глубокой пазухой и не только набил золотым песком хитон и сапоги, но даже рот и посыпал песком волосы. Этот же Аклмеон командовал афинским войском, посланным против города Кирры в помощь Дельфийскому храму, во время Первой Священной войны; благодаря этим событиям укрепились связи рода с Дельфами.
Сын этого Алкмеона, Мегакл, в середине VI века до н. э. был предводителем умеренно-демократической партии «паралиев» («приморских») и враждовал с одной стороны с предводителем «диакриев» («горных») Писистратом, а с другой стороны с предводителем «педиеев» («равнинных») Ликургом, деятелем олигархического направления; когда Писистрат захватил тираническую власть, Мегакл соединился с Ликургом и изгнал его; затем, в борьбе с Ликургом, он вновь призвал Писистрата и выдал за него свою дочь; но так как Писистрат, имея взрослых сыновей и гнушаясь «килоновой скверны», не желал жить с его дочерью, то оскорблённый Мегакл вновь объединился с Ликургом и изгнал Писистрата. После возвращения Писистрата к власти (545 г. до н. э.) Мегакл и все Алкмеониды бежали из Афин и повели борьбу против Писистрата и затем его сына Гиппия. Правда, в 525 г. до н. э. сын Мегакла Клисфен фигурирует в списке афинских архонтов; из этого выводят предположение, что Алкмеониды помирились с Писистратом или его сыновьями и вновь были изгнаны Гиппием после убийства его брата Гиппарха Гармодием и Аристогитоном. Будучи изгнаны из Афин, Алкмеониды укрепили местечко Липсидрий на границе Аттики и попытались начать оттуда наступление на Афины, но были выбиты Гиппием. Тогда Алкмеониды подкупили Дельфийского оракула, и пифия стала регулярно давать спартанцам прорицания с повелением свергнуть тиранию в Афинах. В конце концов спартанцы, хотя и бывшие в союзе с Гиппием, послушались «воли бога» и в 509 г. до н. э. с помощью Алкмеонидов свергли тиранию.
Немедленно вслед за этим разгорелась борьба между Алкмеонидами, пытавшимися восстановить конституцию Солона, и олигархической партией под предводительством Исагора. Последний, пользуясь поддержкой спартанцев, изгнал Алкмеонидов (под предлогом скверны), попытался установить олигархическое правление; однако эта попытка и спартанская интервенция вызвала всеобщее восстание, в результате которого спартанцы были изгнаны, сторонники Исагора частью изгнаны, частью перебиты, Алкмеониды же вернулись, после чего Клисфен провёл свои знаменитые демократические реформы. Враждуя со Спартой, Клисфен предоставил «землю и воду» (знак покорности) персидскому царю. В результате Алкмеонидов стойко обвиняли в «персидской измене»; во время Марафонской битвы ходил даже слух (видимо ложный, но упорный), что Алкмеониды подавали персам сигнал щитом.
Алкмеониды некоторое время еще являлись одной из наиболее влиятельных политических группировок в Афинах; к ним примыкал в молодости Аристид Справедливый (входивший в окружение Клисфена) и Ксантипп, отец Перикла, который породнился с ними, взяв в жёны племянницу Клисфена Агаристу — так что Перикл по матери также принадлежал к этому роду. К этому же роду по матери принадлежал и Алкивиад.